# Hayo (Pulau-Pulau Batu)
Hayo is een bestuurslaag in het regentschap Nias Selatan van de provincie Noord-Sumatra, Indonesië. Hayo telt 184 inwoners (volkstelling 2010).